# Nathan Cohn
Nathan Cohn (Hartford, 2 de janeiro de 1907 – 16 de novembro de 1989) foi um engenheiro elétrico estadunidense.

## Honrarias e condecorações
- Medalha Edison IEEE in 1982